# John Gunther
John Gunther (Chicago, 30 de agosto de 1901 – 29 de maio de 1970) foi um escritor estadunidense.
Seu sucesso veio principalmente por uma série de obras sociopolíticas populares, conhecidas como os livros "Inside" (1936-1972), incluindo o best-seller Inside USA em 1947. No entanto, ele agora é mais conhecido por suas memórias Death Be Not Proud, sobre a morte de seu amado filho adolescente, Johnny Gunther, de um tumor cerebral.

## Escritos

### SérieInside
Os livros que tornaram Gunther famoso em sua época foram a série "Inside" de pesquisas continentais. Para cada livro, Gunther viajou extensivamente pela área coberta pelo livro, entrevistou líderes políticos, sociais e empresariais; conversei com pessoas comuns; estatísticas de área revisadas; e, em seguida, escreveu uma longa visão geral do que havia aprendido e como o interpretou.
Sobre Inside Europe (publicado em 1936), Gunther escreveu: "Este livro teve um sucesso notável em todo o mundo. Tive a sorte de aparecer na hora certa, quando os três ditadores totalitários subiram ao palco e as pessoas começaram a esteja vitalmente interessado neles. "

Em 1947, Gunther atacou o Inside USA, visitando todos os 48 estados. No 50º aniversário da publicação do livro, Arthur Schlesinger Jr. avaliou o livro e seu impacto:
Este livro, agora com meio século de idade, é um surpreendente tour de force. Ele apresenta um panorama perspicaz, rápido e brilhante dos Estados Unidos neste momento histórico de aparente triunfo. Sinclair Lewis chamou de "o mais rico tesouro de fatos sobre a América que já foi publicado, e provavelmente o mais animado e interessante." Ao mesmo tempo, em suas preocupações e percepções, o Inside USA previu dilemas e paradoxos que perseguiriam e frustrariam os americanos pelo resto do século. 
A série Inside cresceu para incluir volumes cobrindo todos os continentes povoados: Inside Europe, Inside USA, Inside Asia, Inside Latin America, Inside Africa, Inside Russia Today e, finalmente, Inside Australia e Nova Zelândia (com WH Forbis). Vários dos volumes foram emitidos várias vezes em edições atualizadas e revisadas ao longo dos anos, conforme os eventos mundiais exigiam. Inside Africa provou ser um registro histórico particularmente oportuno. Durante 1952-53, Gunther e sua esposa visitaram quase todas as quarenta e quatro entidades políticas africanas então existentes durante o que provaria ser o estágio final de domínio colonial.

### Outros trabalhos de não ficção e ficção
Além da série "Inside" e volumes relacionados, Gunther escreveu oito romances e três biografias. Os mais notáveis deles são Bright Nemesis, The Troubled Midnight, Roosevelt in Retrospect (publicado em 1950) e Eisenhower, uma biografia do famoso general publicada em 1952, ano em que Dwight Eisenhower foi eleito presidente. Além disso, Gunther publicou vários livros para jovens leitores, incluindo uma biografia de Alexandre, o Grande, em 1953, e Meet Soviet Russia, uma adaptação em dois volumes de Inside Russia Today em 1962.

### Death Be Not Proud
O livro pelo qual Gunther é mais lembrado hoje, entretanto, não trata de política. Death Be Not Proud é a história de seu filho, Johnny, que morreu de um tumor cerebral aos 17 anos. No livro, "um trabalho contido e comovente destinado à família e amigos", o velho Gunther detalha o lutas que ele e sua ex-mulher, Frances Fineman, passaram na tentativa de salvar a vida de seu filho, os muitos tratamentos buscados (tudo, desde cirurgia radical a dieta estritamente controlada), os altos e baixos da aparente remissão e eventual recaída, e a tensão que colocava em todos os três. Gunther retrata seu filho como um jovem notável, que se correspondeu de maneira inteligente com Albert Einstein sobre física. O livro se tornou um best-seller e, em 1975, foi transformado em um filme para televisão indicado ao Emmy, estrelado por Arthur Hill como John Gunther, Jane Alexander como sua esposa e Robby Benson como Johnny.

## Lista de trabalhos

### Não ficção
- (1934) Habsburgs Again?
- (1936) Inside Europe
- (1938 ed) Inside Europe (inclui pequenas atualizações)
- (1939 ed) Inside Europe (inclui pequenas atualizações)
- (1939) The High Cost of Hitler
- (1939) Inside Asia
- (1940 ed) Inside Europe (inclui grandes adições e mudanças devido aos impactos geopolíticos de Hitler e da Alemanha nazista)
- (1941) Inside Latin America
- (1944) D-Day
- (1947) Inside U.S.A.
- (1949) Death Be Not Proud, memoir
- (1949) Behind the Curtain (publicado no Reino Unido como Behind Europe's Curtain)
- (1950) Roosevelt in Retrospect: A Profile in History, biography
- (1951) The Riddle of MacArthur: Japan, Korea, and the Far East
- (1952) Eisenhower, the Man and the Symbol, biografia
- (1953) Alexander the Great, biografia
- (1955) Inside Africa
- (1956) Days to Remember: America 1945-1955 (com Bernard Quint)
- (1958) Inside Russia Today
- (1959) Julius Caesar
- (1960) Taken at the Flood: The Story of Albert D. Lasker, biografia
- (1961) Inside Europe Today
- (1961) A Fragment of Autobiography: The Fun of Writing the Inside Books
- (1962) Meet Soviet Russia (2 volumes)
- (1965) Procession
- (1967) Inside South America
- (1969) Twelve Cities
- (1972) John Gunther's Inside Australia and New Zealand (com W. H. Forbis) ISBN 0-241-02180-4

### Romances
- (1926) The Red Pavilion
- (1927) Peter Lancelot: An Amusement (publicado nos Estados Unidos como Eden for One: An Amusement)
- (1929) The Golden Fleece
- (1932) Bright Nemesis
- (1945) The Troubled Midnight
- (1964) The Lost City
- (1970) The Indian Sign (publicado no Reino Unido como Quatrain)